# Stazione di Würzburg Centrale
La stazione di Würzburg Centrale (in tedesco Würzburg Hbf) è la principale stazione ferroviaria della città tedesca di Würzburg.

## Storia

### La prima stazione (Ludwigsbahnhof)

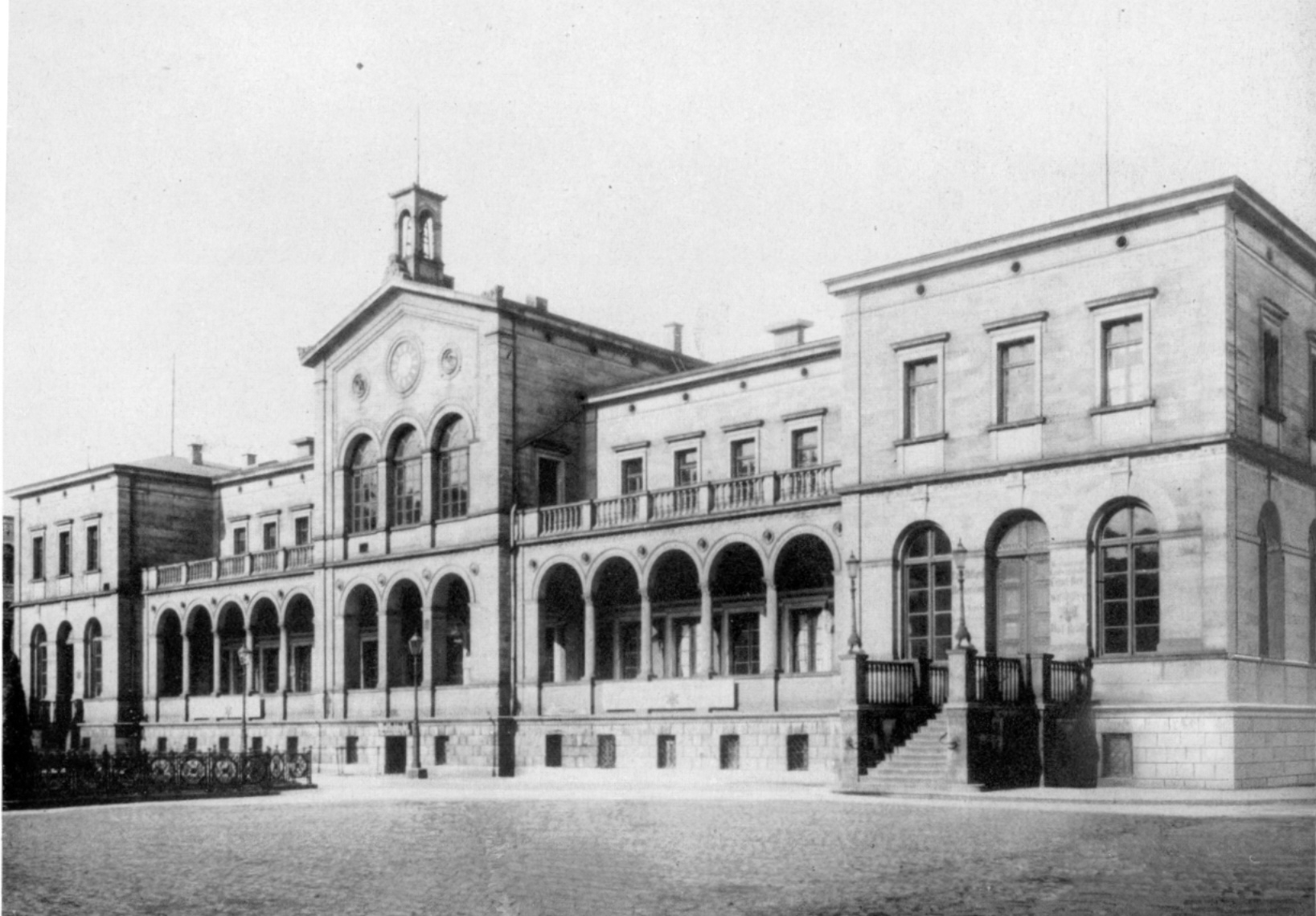
Il Ludwigsbahnhof

La prima stazione di Würzburg entrò in servizio il 1º luglio 1854, data dell'attivazione del tronco della Ludwigs-Westbahn per Schweinfurt; si trattava di una stazione di testa, posta nelle immediate vicinanze del Palazzo della Residenza, sull'area dove oggi sorge il Mainfranken Theater.
Il fabbricato viaggiatori, in stile neorinascimentale, venne progettato da Gottfried von Neureuther, mentre i binari furono coperti da una tettoia in ferro, opera dell'ingegnere Friedrich August von Pauli.

### La nuova stazione

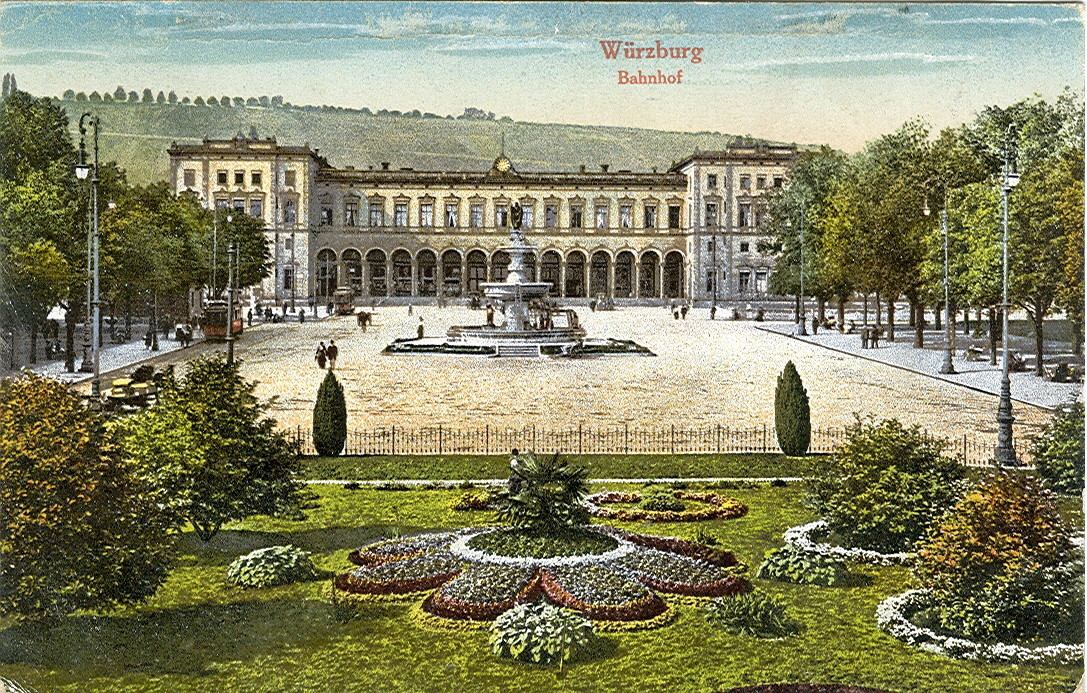
La nuova stazione con il fabbricato viaggiatori originario

In seguito all'aumento del traffico ferroviario, la stazione primitiva si rivelò presto insufficiente, ma la sua posizione centrale ne impediva qualunque ampliamento. Dopo lunghe discussioni, nel 1863 venne decisa la costruzione di una nuova stazione passante, posta in zona più periferica, al limite settentrionale della città. Il progetto venne approvato e finanziato con una legge del Regno di Baviera emanata il 10 luglio 1865.
Il nuovo impianto, di dimensioni molto maggiori del precedente, comprendeva un grande fabbricato viaggiatori in elegante stile classico, progettato da Friedrich Bürklein e aperto nel 1869.
Durante la seconda guerra mondiale la stazione venne gravemente danneggiata, con la quasi totale distruzione del fabbricato viaggiatori. I lavori per un nuovo edificio iniziarono nel 1953 e si conclusero già nell'anno successivo; la ricostruzione dei fabbricati minori si protrasse più a lungo, fino al 1961.

### Esplicative
1. ↑  Abbreviazione di Würzburg Hauptbahnhof, letteralmente "Würzburg stazione principale".

### Bibliografiche
1. 1 2  Berger (1988), p. 43.
2. 1 2  Berger (1988), p. 44.
3. 1 2  Berger (1988), p. 45.
4. ↑  Schack (2004), p. 182.